# ミライオン銀行
ミライオン銀行（ミライオンぎんこう）とは、荘内銀行と殖産銀行が、1999年（平成11年）12月21日に発表した合併構想に基づいた新銀行の名称である。

## 合併構想発表までの経緯
バブル経済崩壊後、荘内銀行、殖産銀行とも不動産関連融資は少ないものの、長期不況による貸出資産の不良債権化と、山形県内の数少ない優良貸出先を地元4行が競って奪いあうことから、総資金利ザヤも2行とも低い状態にあった。また、1999年（平成11年）3月期決算は、山形銀行以外の地元3行は、多額の不良債権処理による大幅な赤字を計上する事態となっていた。
そのような中、両行とも個性的な経営戦略で話題に事欠かず、時代を先取りした積極経営に大きな共通点があり、相性の良さが合併へと結びついた。さらに、富士銀行と親密な関係にあった山形しあわせ銀行も最終的には合流するのではないかとの報道もなされたが、しあわせ銀は静観の姿勢を最後まで崩さなかった。また、これに先立って1999年（平成11年）8月に発表された第一勧業銀行、富士銀行、日本興業銀行のみずほFGへの統合が、親密地銀間にも広がったとの報道もされた。

## 構想の内容
- 行名　ミライオン銀行　「ミライ（未来）」に英語の「オン（On）」を組合せた造語　未来に視点をおいて価値を加えるという意
- 頭取には荘内銀行の町田睿頭取、副頭取には殖産銀行の叶内紀雄頭取が就任
- 本店　鶴岡市の荘内銀行本店に置く
- 存続銀行　殖産銀行
- 合併比率　1対1
- システム　情報、勘定系ともに荘内銀行のシステムを採用
- 合併期日 2000年（平成12年）10月1日

## 合併の破談
2000年（平成12年）2月末にまとまった、1対1の合併比率、勘定系システムを荘内銀側に合わせることが殖産銀側の反発を産み、3月10日には同行従業員組合が合併の白紙撤回を表明。また、同行管理職親睦団体「尚清会」にも、徐々に合併の白紙撤回を求める意見が多くなり、さらには元役員の一部、OBにも反対の声が水面下で広がり始めた。
最終的には、システム統合による口座番号の変更問題が直接の引金となり、殖産銀側が合併の白紙撤回を申し入れ、荘内銀側も「無理強いできない」と撤回を了承した。

## 合併破談後の両行
荘内銀は執行役員制の導入とストックオプションの全行員への導入さらに、リテール業務の拡大とインストアブランチの積極展開を掲げ、当面の目標を東証への上場実現を掲げ、役職員以下それに向かって傾注していく体制をとった。2009年に秋田県の地方銀行北都銀行と経営統合し、フィデアホールディングスの傘下行となった。
殖産銀は合併破談の責任をとる為、叶内頭取は引責辞任。専務米沢支店長であった長谷川憲治が後任として昇格。破談による混乱を早期に鎮静化し、当面は自主独立で運営することとなったが、それから5年後、同じ同族経営であり、慶應義塾大学同期・メーカー勤務後入行と、長谷川頭取と共通点も多い澤井誠介頭取が率いる山形しあわせ銀行と経営統合することとなり、きらやか銀行の誕生へと繋がった。